# Lysekils socken
Lysekils socken i Bohuslän ingick i Stångenäs härad, ombildades 1903 till Lysekils stad och området är sedan 1971 en del av Lysekils kommun, från 2016 inom Lysekils distrikt.
År 2016 fanns inom området 7 319 invånare. Tätorten Lysekil med sockenkyrkan Lysekils kyrka ligger i socknen. 

## Administrativ historik
Sockenområdet utgjorde tidigt en lägenhet under Lyse gård i Lyse socken och från 1500-talet fanns det i lägeheten verksamhet med fiske och handel och även egen kyrka och präst. 1686 blev området ett kronofiskläge. Omkring år 1700  bildades Lysekils församling som en kapellförsamling genom en utbrytning ur Lyse församling. Från 1725 fanns separata sockenstämmor för verksamheten inom området , och området utgjorde då de-facto en socken, även om den var en del av Lyse jordebokssocken. 1838 bildades friköpingen Lysekils köping med egen municipalstyrelse.
Vid kommunreformen 1862 övergick socknens ansvar för de kyrkliga frågorna till Lysekils församling och för de borgerliga frågorna bildades Lysekils köpingskommun. Enligt kungligt brev 18 maj 1888 utbröts Lysekil som egen jordebokssocken ur Lyse socken. Köpingskommunen ombildades 1 april 1903 till Lysekils stad som 1971 uppgick i Lysekils kommun. Församlingen uppgick 2023 i Lysekils södra församling.
1 januari 2016 inrättades distriktet Lysekil, med samma omfattning som Lysekils församling hade 1999/2000.
Socknen har tillhört län, fögderier, tingslag och domsagor enligt vad som beskrivs i artikeln Stångenäs härad.

## Geografi och natur
Lysekils socken ligger på  sydvästligaste delen av Stångenäset och omfattar även några mindre skär i Skagerack. Socknen består till större delen av tätorten Lysekil.
Gullmarn är ett naturvårdsområde som ingår i EU-nätverket Natura 2000 och delas med Brastads, Bro, Lyse och Skaftö socknar i Lysekils kommun, Morlanda socken i Orusts kommun, Dragsmarks, Bokenäs och Skredsviks socknar i Uddevalla kommun samt Foss socken i Munkedals kommun.

## Fornlämningar
Bland fornlämningar finns stenåldersbosättningar och rösegravar.

## Namnet
Ortnamnet skrevs 1578 Lusekijll. Det innehåller sockennamnet Lyse och kil är en biform till kile som här står för "vik". Namnet skrevs 1317 Lysa och kommer från kyrkbyn. Namnet innehåller ljus (lysa) och syfta på en fjorden eller en bäck.